# 해리 글랜시
해리슨 스미스 글랜시(Harrison Smith Glancy, 1904년 9월 17일 ~ 2002년 9월 22일)는 1924년과 1928년 하계 올림픽에 나간 미국의 수영 선수였다.
웨스트버지니아주 벤스런에서 태어난 글랜시는 파리 올림픽에서 동료 선수들 랠프 브라이어, 월리 오코너, 조니 와이즈뮬러와 팀을 이루어 800m 자유형 릴레이를 우승하였다.
글랜시와 그의 동료 선수들은 준결승전과 결승전 둘다에서 각각 9분 59.4초와 9분 53.4초의 세계 신기록을 세웠다.
1990년 "명예 개척의 수영 선수"로서 국제 수영 명예의 전당에 헌액되었다.
98세의 생일을 맞은지 5일 만에 뉴올리언스에서 사망하였다.

## 같이 보기
- 올림픽 수영 남자 메달리스트 목록
- 수영 계영 800m 세계 기록 추이